# Giygas
Giygas, também conhecido como Giegue, e Gyiyg (ギ ー グ, Gīgu) no Japão, é um personagem alienígena fictício da série de videogame Mother da Nintendo, criada por Shigesato Itoi. O personagem serve como o principal antagonista de Mother e sua sequência, EarthBound. Ele invade a Terra em uma tentativa de exterminar a humanidade em Mother, e retorna em EarthBound, onde conquista o mundo e envia suas forças ao passado para garantir que o protagonista Ness não possa derrotá-lo. A batalha contra Giygas, que o mostra em turbulência, se inspirou em um filme japonês que traumatizou Itoi quando criança. Ele recebeu uma recepção positiva com os críticos referindo-se a sua batalha como uma das mais assustadoras em videogames e considerado um dos maiores e mais icônicos antagonistas de videogame de todos os tempos.

## Conceito e criação
Giygas foi projetado e escrito pelo criador da série EarthBound, Shigesato Itoi, e estreou no Mother original. Ele é conhecido como Gyiyg em japonês e Giegue na tradução cancelada para o inglês. Em uma entrevista em seu site, Itoi descreve como sua inspiração para a batalha final com Giygas em EarthBound resultou de um evento traumático de infância em que ele acidentalmente assistiu ao filme errado em um cinema, um filme Shintoho intitulado Kenpei to Barabara Shibijin. O filme mostra uma cena de crime perto de um rio que Itoi confundiu com uma cena de estupro que o afetou tanto que seus pais começaram a se preocupar com seu bem-estar. Anos depois, Itoi integrou a experiência ao diálogo de Giygas para a batalha final. Itoi descreveu Giygas como algo que as pessoas não conseguem entender, mas também como um ser vivo que merece amor. Ele descreveu a cena do filme como uma combinação de atrocidade e erotismo, e é assim que suas falas são no final. Ao projetar esta batalha, Itoi falou todo o texto em voz alta enquanto outro membro da equipe, Matchan Miura, o escrevia. Ele falou cada caractere hiragana um por um porque ele achou mais assustador. Houve um mal-entendido quanto à influência do filme em Giygas, com alguns acreditando que imagens, diálogos ou áudio desse filme foram usados aqui, quando a única coisa que Itoi tirou dele foi a capacidade de "manipular o estado emocional do público. " O compositor musical Hirokazu Tanaka descreveu Giygas como a "personificação do mal". Como resultado, ele compôs a música de certa forma com base na proximidade do músico com ele. Por exemplo, em batalhas em que Ness e companhia encontram alguém ou algo sob o controle de Giygas, a música e os efeitos sonoros refletem isso.
Antes do lançamento de EarthBound, a equipe de localização chegou a considerar a localização de Giygas como seu nome original Giegue ou Geek. Especulou-se que a mudança de Giegue para Giygas foi devido a uma mudança na equipe de localização. Existe uma lenda urbana que sugere que a batalha final com Giygas em EarthBound foi um "aborto alienígena". Marcus Lindblom, membro da equipe de localização em inglês, reconheceu a lenda urbana, observando que gostou da especulação, mas desmascarou a ideia como uma interpretação oficial.

## Aparências
Giygas aparece no videogame de Family Computer Mother. Giygas foi criada por Maria, uma mulher sequestrada junto com seu marido George pela raça alienígena de Giygas da Terra no início de 1900. George estudou os poderes PSI dos alienígenas sem permissão e escapou de volta para a Terra. Depois de amadurecer, Giygas foi encarregado por seu povo de garantir que o PSI nunca se espalhasse pela Terra. No entanto, Giygas não queria trair aqueles que o criaram, especialmente Maria. No final, ele se forçou a se separar de Maria e começou os preparativos para a invasão dos alienígenas. Oitenta anos depois, coisas estranhas começam a acontecer na Terra. Esses eventos acabam sendo revelados como sendo obra de Giygas. Maria, agora uma Rainha em um mundo mágico chamado Magicant, explica tudo para os protagonistas de Mother depois que suas memórias são restauradas. Quando os protagonistas encontram Giygas, ele explica seus motivos para eles enquanto os ataca com seu poder PSI. Maria incentiva sei descendente, o também protagonista Ninten, também usuário de PSI, a cantar suas Oito Melodias, o que enfraquece Giygas. Ninten, Ana e Lloyd cantam juntos, forçando Giygas a se render e fugir.
Giygas também aparece na sequência do Super NES, EarthBound. Giygas é um vilão invisível na maior parte da história, embora ele possua humanos, animais e objetos que, sem saber, cumprem suas ordens. De acordo com um personagem do futuro chamado Buzz Buzz, Giygas destrói o universo dez anos no futuro. Um de seus principais asseclas é Pokey Minch, um garoto que morava na vizinhança de Ness. No início, o Dr. Andonuts (o pai do personagem jogável Jeff) acredita que Giygas está residindo nas profundezas da Terra e transporta a si mesmo e ao grupo para lá usando uma máquina chamada Phase Distorter. Quando eles chegam, eles descobrem que Giygas está atacando daquele local exato, mas de inúmeros anos no passado. A única maneira de os protagonistas chegarem ao período de tempo de Giygas é alterando o Phase Distorter para transportá-los de volta no tempo. Quando o grupo finalmente chega a Giygas, ele inicialmente se parece com Ness no dispositivo chamado "Máquina do Diabo". Pokey eventualmente desliga a Devil's Machine, destruindo assim o corpo e a mente de Giygas ao liberar seu poder e deixá-lo louco. Neste ponto, as palavras e ataques de Giygas são indescritíveis e sem sentido. Giygas acaba sendo destruído por Paula, que pede ajuda aos amigos e familiares dos protagonistas. A oração dela eventualmente chega ao jogador, e as orações combinadas causam dano suficiente a Giygas para matá-lo.

## Recepção
Desde que apareceu no EarthBound, Giygas teve uma recepção amplamente positiva. Seu papel e design foram considerados como contrastantes com o tom alegre do resto da história de EarthBound por Brittany Vincent para a G4TV. Cassandra Ramos para RPGamer o identificou como um de seus vilões favoritos, enquanto a equipe do 1UP.com listou a batalha com Giygas como uma das 25 melhores batalhas contra chefes, citando o áudio e as imagens de Giygas, bem como a parte final da batalha. Jeremy Parish para 1UP.com usou a batalha como um exemplo de como os jogos subvertem as expectativas, onde os protagonistas empregam orações em vez de seus ataques mais poderosos para vencer. A equipe da IGN incluiu a batalha com Giygas em sua lista dos 10 momentos de videogame mais cinematográficos. A equipe da NGamer UK listou Giygas como um dos chefes mais icônicos da história da Nintendo, afirmando que o momento decisivo foi seu design e o método de derrotá-lo. A equipe da GamesRadar + o nomeou um dos melhores antagonistas de videogame, achando-o assustador e um vilão mais imponente do que Kefka Palazzo de Final Fantasy VI. Os apoios de Complex, GameSpot e UGO Networks listaram a luta contra Giygas como uma das mais difíceis em videogames, com este último e Chloi Rad para IGN chamando-o de um dos personagens de videogame mais assustadores. Ele foi destaque em uma pesquisa votada por usuários da GameSpot sobre os maiores vilões dos videogames, onde perdeu no primeiro turno para o antagonista de Star Wars: Knights of the Old Republic, Darth Malak.
Nadia Oxford para IGN listou a batalha com Giygas como um dos momentos mais memoráveis de EarthBound e afirmou que seu significado ressoou em pessoas que não haviam jogado o jogo, um sentimento que Cassandra Ramos, do RPGamer, compartilhava. Em um trabalho para 1UP.com, Oxford afirmou que Itoi se inspirou em romances de Stephen King, incluindo It. Ela sugeriu que Giygas foi baseado em It's antagonist devido a uma forma similarmente "limítrofe indescritível" e ao fato de que ambos sucumbiram a "qualidades infantis como fé, amizade e amor". Ela discute como a batalha com Giygas em Mother se desvia das tradicionais batalhas com os chefes finais, citando suas motivações profundas e a música empregada, que consiste em um "ruído de fundo estridente" e uma canção de ninar. Ela sugeriu que a forma degradada de Giygas em EarthBound era possivelmente o resultado do desejo de Giygas pelo amor de Maria. Patricia Hernandez para Nightmare Mode discutiu como sua encarnação Mother "ecoa um tema" de crianças sem a orientação dos pais fazendo mal a ele. Colin Snyder para Vice sentiu o mesmo, afirmando que sua história é sobre a perda da infância. William Hughes para o A.V. Club argumentou que Giygas tinha um complexo edipiano devido à sua paixão por sua mãe substituta e ódio por seu pai substituto por ele roubar informações dos alienígenas.